# Outline Processor Markup Language
OPML (Outline Processor Markup Language) és un format XML és un format XML per a esquemes (definits com "un arbre, on cada node conté un conjunt d'atributs amb nom i valors de cadena"). Originalment desenvolupat per UserLand Software com a format de fitxer natiu per a l'aplicació outliner del seu producte Radio UserLand, des de llavors s'ha adoptat per a altres usos, sent el més comú intercanviar llistes de canals web entre agregadors de canals web.
L'especificació OPML defineix un esquema com una llista jeràrquica i ordenada d'elements arbitraris. L'especificació és força oberta, cosa que la fa adequada per a molts tipus de dades de llista.
La compatibilitat per importar i exportar llistes de canals RSS en format OPML està disponible a Mozilla Thunderbird i a la majoria d'altres llocs web i aplicacions de lectors RSS.
La norma OPML defineix un «outline» d'una manera jeràrquica amb una llista d'atributs ordenats. El codi és obert, la qual cosa significa que és totalment accessible, modificable i utilitzable en nombroses aplicacions. L'esquema XML és el següent: el node original o arrel, opml, head i body per a indicar la capçalera i el cos del document, i l'outline per a cadascuna de les línies de l'esquema.
L'èxit actual de l'OPML està en el fet que permet compartir els canals web als quals un usuari es troba subscrit. Diferents agregadors populars com ara Bloglines o Netvibes permeten la possibilitat d'importar i exportar la informació dels canals. És ideal per a mantenir una còpia de seguretat de les subscripcions de l'usuari i poder així exportar-les a un altre agregador sense que calgui tornar a fer la feina subscriure-s'hi de nou. També és útil per a, d'un cop d'ull, comprovar a quins canals està subscrit algú.